# Temporada 2000 de la NFL
La Temporada 2000 de la NFL fue la 81.ª en la historia de la NFL.En la temporada regular se juegan 16 partidos durante 17 semanas. Posteriormente se juegan los playoffs, que determinan los equipos que se clasificarán para la gran final: el Super Bowl.
La semana 1 de la temporada regular volvió al fin de semana del Labor Day en el 2000. Sería la última temporada de la NFL hasta la fecha para iniciar el fin de semana del Labor Day. También sería la última vez que la CBS hasta 2015 televise el último juego de la semana 1, debido a que tanto la Semana 1 de la temporada de la NFL y las finales del U.S. Open se llevarían a cabo en el mismo día a partir de la próxima temporada.

## Cambios de entrenadores
- Arizona Cardinals - Vince Tobin fue despedido tras 7 juegos de temporada, fue reemplazado Dave McGinnis quien trabajó hasta la temporada de 2003.
- Cincinnati Bengals - Dick LeBeau reemplazó a Bruce Coslet quien fue despedido durante la temporada 2000.
- Dallas Cowboys - Dave Campo reemplazó  a Chan Gailey quien fue despedido después de la temporada de 1999.
- Green Bay Packers - Mike Sherman reemplazó a Ray Rhodes quien fue despedido después de la temporada de 1999.
- Miami Dolphins -  Dave Wannstedt reemplazó a Jimmy Johnson quien se retiró después de la temporada de 1999.
- New England Patriots - Bill Belichick reemplazó a Pete Carroll quien fue despedido después de la temporada de 1999.
- New Orleans Saints -  Jim Haslett reemplazó a Mike Ditka quien fue despedido después de la temporada de 1999.
- New York Jets - Al Groh reemplazó a Bill Belichick, quien a su vez reemplazó a Bill Parcells que se retiró para convertirse en el director general de tiempo completo después de la temporada de 1999. Belichick fue contratado por los New England Patriots, poco después de que renunció a los Jets.
- St. Louis Rams - Mike Martz reemplazó a Dick Vermeil, quien se retiró después de ganar el Super Bowl XXXIV.

## Temporada regular
V = Victorias, D = Derrotas, E = Empates, CTE = Cociente de victorias [V+(E/2)]/(V+D+E), PF= Puntos a favor, PC = Puntos en contra
| Clasificado para los playoffs |

| Miami Dolphins(3)     | 11 | 5  | 0 | .688 | 323 | 226 |
| Indianapolis Colts(6) | 10 | 6  | 0 | .625 | 429 | 326 |
| New York Jets         | 9  | 7  | 0 | .563 | 321 | 321 |
| Buffalo Bills         | 8  | 8  | 0 | .500 | 315 | 350 |
| New England Patriots  | 5  | 11 | 0 | .313 | 276 | 338 |

| Tennessee Titans(1)  | 13 | 3  | 0 | .813 | 346 | 191 |
| Baltimore Ravens(4)  | 12 | 4  | 0 | .750 | 333 | 165 |
| Pittsburgh Steelers  | 9  | 7  | 0 | .563 | 321 | 255 |
| Jacksonville Jaguars | 7  | 9  | 0 | .438 | 367 | 327 |
| Cincinnati Bengals   | 4  | 12 | 0 | .250 | 185 | 359 |
| Cleveland Browns     | 3  | 13 | 0 | .188 | 161 | 419 |

| Oakland Raiders(2) | 12 | 4  | 0 | .750 | 479 | 299 |
| Denver Broncos(5)  | 11 | 5  | 0 | .688 | 485 | 369 |
| Kansas City Chiefs | 7  | 9  | 0 | .438 | 355 | 354 |
| Seattle Seahawks   | 6  | 10 | 0 | .375 | 320 | 405 |
| San Diego Chargers | 1  | 15 | 0 | .063 | 269 | 440 |

| New York Giants(1)     | 12 | 4  | 0 | .750 | 328 | 246 |
| Philadelphia Eagles(4) | 11 | 5  | 0 | .688 | 351 | 245 |
| Washington Redskins    | 8  | 8  | 0 | .500 | 281 | 269 |
| Dallas Cowboys         | 5  | 11 | 0 | .313 | 294 | 361 |
| Arizona Cardinals      | 3  | 13 | 0 | .188 | 210 | 443 |

| Minnesota Vikings(2)    | 11 | 5  | 0 | .688 | 397 | 371 |
| Tampa Bay Buccaneers(5) | 10 | 6  | 0 | .625 | 388 | 269 |
| Green Bay Packers       | 9  | 7  | 0 | .563 | 353 | 323 |
| Detroit Lions           | 9  | 7  | 0 | .563 | 307 | 307 |
| Chicago Bears           | 5  | 11 | 0 | .313 | 216 | 355 |

| New Orleans Saints(3) | 10 | 6  | 0 | .625 | 354 | 305 |
| St. Louis Rams(6)     | 10 | 6  | 0 | .625 | 540 | 471 |
| Carolina Panthers     | 7  | 9  | 0 | .438 | 310 | 310 |
| San Francisco 49ers   | 6  | 10 | 0 | .375 | 388 | 422 |
| Atlanta Falcons       | 4  | 12 | 0 | .250 | 252 | 413 |

### Desempate
- Green Bay terminó por delante de Detroit en la NFC central basado en un mejor registro de la división (5-3 frente a los Lions 3-5).
- New Orleans terminó por delante de St. Luis en la NFC Oeste basado en un mejor registro de la división (7-1 frente a Rams 5-3).
- Tampa Bay fue el segundo comodín NFC basado en la victoria sobre St. Louis (1-0).

## Postemporada
|  | Ronda Wild Card                       | Ronda Wild Card                       | Ronda Wild Card                       |    |              | Ronda divisional               | Ronda divisional                     | Ronda divisional               |                                       |                                       | Finales de conferencia                | Finales de conferencia | Finales de conferencia |  |  | Super Bowl | Super Bowl | Super Bowl |
|  |                                       |                                       |                                       |    |              |                                |                                      |                                |                                       |                                       |                                       |                        |                        |  |  |            |            |            |
|  | 31 de diciembre – M&T Bank Stadium    | 31 de diciembre – M&T Bank Stadium    | 31 de diciembre – M&T Bank Stadium    |    |              | 7 de enero – Adelphia Coliseum | 7 de enero – Adelphia Coliseum       | 7 de enero – Adelphia Coliseum |                                       |                                       |                                       |                        |                        |  |  |            |            |            |
|  | 31 de diciembre – M&T Bank Stadium    | 31 de diciembre – M&T Bank Stadium    | 31 de diciembre – M&T Bank Stadium    |    |              | 7 de enero – Adelphia Coliseum | 7 de enero – Adelphia Coliseum       | 7 de enero – Adelphia Coliseum |                                       |                                       |                                       |                        |                        |  |  |            |            |            |
|  | 31 de diciembre – M&T Bank Stadium    | 31 de diciembre – M&T Bank Stadium    | 31 de diciembre – M&T Bank Stadium    |    |              | 7 de enero – Adelphia Coliseum | 7 de enero – Adelphia Coliseum       | 7 de enero – Adelphia Coliseum |                                       |                                       |                                       |                        |                        |  |  |            |            |            |
|  | 31 de diciembre – M&T Bank Stadium    | 31 de diciembre – M&T Bank Stadium    | 31 de diciembre – M&T Bank Stadium    |    |              | 7 de enero – Adelphia Coliseum | 7 de enero – Adelphia Coliseum       | 7 de enero – Adelphia Coliseum |                                       |                                       |                                       |                        |                        |  |  |            |            |            |
|  | #5                                    | Denver                                | 3                                     |    |              | 7 de enero – Adelphia Coliseum | 7 de enero – Adelphia Coliseum       | 7 de enero – Adelphia Coliseum |                                       |                                       |                                       |                        |                        |  |  |            |            |            |
|  | #5                                    | Denver                                | 3                                     | #4 | Baltimore    | 24                             |                                      |                                |                                       |                                       |                                       |                        |                        |  |  |            |            |            |
|  | #4                                    | Baltimore                             | 21                                    | #4 | Baltimore    | 24                             |                                      |                                | 19 de enero - Network Assoc. Coliseum | 19 de enero - Network Assoc. Coliseum | 19 de enero - Network Assoc. Coliseum |                        |                        |  |  |            |            |            |
|  | #4                                    | Baltimore                             | 21                                    | #1 | Tennessee    | 10                             |                                      |                                | 19 de enero - Network Assoc. Coliseum | 19 de enero - Network Assoc. Coliseum | 19 de enero - Network Assoc. Coliseum |                        |                        |  |  |            |            |            |
|  |                                       |                                       |                                       | #1 | Tennessee    | 10                             |                                      |                                | 19 de enero - Network Assoc. Coliseum | 19 de enero - Network Assoc. Coliseum | 19 de enero - Network Assoc. Coliseum |                        |                        |  |  |            |            |            |
|  |                                       |                                       |                                       |    |              |                                |                                      |                                | 19 de enero - Network Assoc. Coliseum | 19 de enero - Network Assoc. Coliseum | 19 de enero - Network Assoc. Coliseum |                        |                        |  |  |            |            |            |
|  | 30 de diciembre – Sun Life Stadium    | 30 de diciembre – Sun Life Stadium    | 30 de diciembre – Sun Life Stadium    | #4 | Baltimore    | 16                             |                                      |                                |                                       |                                       |                                       |                        |                        |  |  |            |            |            |
|  | 30 de diciembre – Sun Life Stadium    | 30 de diciembre – Sun Life Stadium    | 30 de diciembre – Sun Life Stadium    | #4 | Baltimore    | 16                             | 6 de enero – Network Assoc. Coliseum |                                |                                       |                                       |                                       |                        |                        |  |  |            |            |            |
|  | 30 de diciembre – Sun Life Stadium    | 30 de diciembre – Sun Life Stadium    | 30 de diciembre – Sun Life Stadium    |    | #2           | Oakland                        | 3                                    |                                |                                       |                                       |                                       |                        |                        |  |  |            |            |            |
|  | 30 de diciembre – Sun Life Stadium    | 30 de diciembre – Sun Life Stadium    | 30 de diciembre – Sun Life Stadium    |    | #2           | Oakland                        | 3                                    |                                |                                       |                                       |                                       |                        |                        |  |  |            |            |            |
|  | #6                                    | Indianapolis                          | 17                                    |    |              |                                |                                      |                                |                                       |                                       |                                       |                        |                        |  |  |            |            |            |
|  | #6                                    | Indianapolis                          | 17                                    | #3 | Miami        | 0                              |                                      |                                |                                       |                                       |                                       |                        |                        |  |  |            |            |            |
|  | #3                                    | Miami                                 | 23                                    | #3 | Miami        | 0                              |                                      |                                | 26 de enero – Raymond James Stadium   | 26 de enero – Raymond James Stadium   | 26 de enero – Raymond James Stadium   |                        |                        |  |  |            |            |            |
|  | #3                                    | Miami                                 | 23                                    | #2 | Oakland      | 27                             |                                      |                                | 26 de enero – Raymond James Stadium   | 26 de enero – Raymond James Stadium   | 26 de enero – Raymond James Stadium   |                        |                        |  |  |            |            |            |
|  |                                       |                                       |                                       | #2 | Oakland      | 27                             |                                      |                                |                                       | 26 de enero – Raymond James Stadium   | 26 de enero – Raymond James Stadium   |                        |                        |  |  |            |            |            |
|  |                                       |                                       |                                       |    |              |                                |                                      |                                |                                       | 26 de enero – Raymond James Stadium   | 26 de enero – Raymond James Stadium   |                        |                        |  |  |            |            |            |
|  | 30 de diciembre – Louisiana Superdome | 30 de diciembre – Louisiana Superdome | 30 de diciembre – Louisiana Superdome | A4 | Baltimore    | 34                             |                                      |                                |                                       |                                       |                                       |                        |                        |  |  |            |            |            |
|  | 30 de diciembre – Louisiana Superdome | 30 de diciembre – Louisiana Superdome | 30 de diciembre – Louisiana Superdome | A4 | Baltimore    | 34                             | 6 de enero – Humphrey Metrodome      |                                |                                       |                                       |                                       |                        |                        |  |  |            |            |            |
|  | 30 de diciembre – Louisiana Superdome | 30 de diciembre – Louisiana Superdome | 30 de diciembre – Louisiana Superdome |    | N1           | N.Y. Giants                    | 7                                    |                                |                                       |                                       |                                       |                        |                        |  |  |            |            |            |
|  | 30 de diciembre – Louisiana Superdome | 30 de diciembre – Louisiana Superdome | 30 de diciembre – Louisiana Superdome |    | N1           | N.Y. Giants                    | 7                                    |                                |                                       |                                       |                                       |                        |                        |  |  |            |            |            |
|  | #6                                    | St. Louis                             | 28                                    |    |              |                                |                                      |                                |                                       |                                       |                                       |                        |                        |  |  |            |            |            |
|  | #6                                    | St. Louis                             | 28                                    | #3 | New Orleans  | 16                             |                                      |                                |                                       |                                       |                                       |                        |                        |  |  |            |            |            |
|  | '#3                                   | New Orleans                           | 31                                    | #3 | New Orleans  | 16                             |                                      |                                | 19 de enero - Giants Stadium          | 19 de enero - Giants Stadium          | 19 de enero - Giants Stadium          |                        |                        |  |  |            |            |            |
|  | '#3                                   | New Orleans                           | 31                                    | #2 | Minnesota    | 34                             |                                      |                                | 19 de enero - Giants Stadium          | 19 de enero - Giants Stadium          | 19 de enero - Giants Stadium          |                        |                        |  |  |            |            |            |
|  |                                       |                                       |                                       | #2 | Minnesota    | 34                             |                                      |                                | 19 de enero - Giants Stadium          | 19 de enero - Giants Stadium          | 19 de enero - Giants Stadium          |                        |                        |  |  |            |            |            |
|  |                                       |                                       |                                       |    |              |                                |                                      |                                | 19 de enero - Giants Stadium          | 19 de enero - Giants Stadium          | 19 de enero - Giants Stadium          |                        |                        |  |  |            |            |            |
|  | 4 de enero – Veterans Stadium         | 4 de enero – Veterans Stadium         | 4 de enero – Veterans Stadium         | #2 | Minnesota    | 0                              |                                      |                                |                                       |                                       |                                       |                        |                        |  |  |            |            |            |
|  | 4 de enero – Veterans Stadium         | 4 de enero – Veterans Stadium         | 4 de enero – Veterans Stadium         | #2 | Minnesota    | 0                              | 7 de enero – Giants Stadium          |                                |                                       |                                       |                                       |                        |                        |  |  |            |            |            |
|  | 4 de enero – Veterans Stadium         | 4 de enero – Veterans Stadium         | 4 de enero – Veterans Stadium         |    | #1           | N.Y. Giants                    | 41                                   |                                |                                       |                                       |                                       |                        |                        |  |  |            |            |            |
|  | 4 de enero – Veterans Stadium         | 4 de enero – Veterans Stadium         | 4 de enero – Veterans Stadium         |    | #1           | N.Y. Giants                    | 41                                   |                                |                                       |                                       |                                       |                        |                        |  |  |            |            |            |
|  | #6                                    | Buccaneers                            | 3                                     |    |              |                                |                                      |                                |                                       |                                       |                                       |                        |                        |  |  |            |            |            |
|  | #6                                    | Buccaneers                            | 3                                     | #4 | Philadelphia | 10                             |                                      |                                |                                       |                                       |                                       |                        |                        |  |  |            |            |            |
|  | #4                                    | Philadelphia                          | 21                                    | #4 | Philadelphia | 10                             |                                      |                                |                                       |                                       |                                       |                        |                        |  |  |            |            |            |
|  | #4                                    | Philadelphia                          | 21                                    | #1 | N.Y. Giants  | 20                             |                                      |                                |                                       |                                       |                                       |                        |                        |  |  |            |            |            |
|  |                                       |                                       |                                       | #1 | N.Y. Giants  | 20                             |                                      |                                |                                       |                                       |                                       |                        |                        |  |  |            |            |            |

- Local en cada partido: El local en cada partido es el equipo mejor clasificado, el equipo de abajo en el cuadro, excepto en el Super Bowl que es un estadio neutral.

## Premios anuales
Al final de temporada se entregan diferentes premios reconociendo el valor del jugador durante la temporada entera.
| Premio                     | Ganador                     | Posición                    | Equipo                             |
| -------------------------- | --------------------------- | --------------------------- | ---------------------------------- |
| Jugador más valioso        | Marshall Faulk              | Running back                | St. Louis Rams                     |
| Jugador ofensivo del año   | Marshall Faulk              | Running back                | St. Louis Rams                     |
| Jugador defensivo del año  | Ray Lewis                   | Linebacker                  | Baltimore Ravens                   |
| Entrenador del año         | Jim Haslett                 | Head Coach                  | New Orleans Saints                 |
| Novato ofensivo del año    | Mike Anderson               | Running back                | Denver Broncos                     |
| Novato defensivo del año   | Brian Urlacher              | Linebacker                  | Chicago Bears                      |
| Regreso del año            | Joe Johnson                 | Defensive end               | New Orleans Saints                 |
| Hombre del Año             | Derrick Brooks Jim Flanigan | Linebacker Defensive tackle | Tampa Bay Buccaneers Chicago Bears |
| Jugador más valioso del SB | Ray Lewis                   | Linebacker                  | Baltimore Ravens                   |